# 1995년 K리그
1995년 K리그는 지난 대회인 1994년 K리그와 마찬가지로 하이트배 코리안 리그로 대회를 이어갔다.

## 시즌 개요

### 운영 방식
이번 대회부터 전기, 후기리그 나누며 전기리그 1위와 후기리그 1위가 챔피언결정전에 올라 2팀이 맞붙게 되어 1위를 결정한다. 또한 리그 참여팀에도 변화가 있었는데 지난 대회에 참여했던 전북 버팔로를 해체 후 인수하는 방법으로 전북 다이노스가 창단했다. 또한 전남지역을 연고로 하는 전남 드래곤즈가 창단했다. 그리고 포항제철 아톰즈가 포항 아톰즈로 구단명을 변경했다. 챔피언 결정전에서 일화 천마가 포항 아톰즈를 1 : 0으로 꺾고 3번째 우승을 차지했다. 

### 참가 구단
| # | 팀명          | 연고지     | 리그 참여년도 | 전년도 순위 |
| - | ------------- | ---------- | ------------- | ----------- |
| 1 | 일화 천마     | 서울특별시 | 1989년        | 우승        |
| 2 | 유공 코끼리   | 서울특별시 | 1983년        | 준우승      |
| 3 | 포항 아톰즈   | 포항시     | 1983년        | 3위         |
| 4 | 현대 호랑이   | 울산시     | 1984년        | 4위         |
| 5 | LG 치타스     | 서울특별시 | 1984년        | 5위         |
| 6 | 대우 로얄즈   | 부산직할시 | 1983년        | 6위         |
| 7 | 전북 다이노스 | 전라북도   | 1995년        | 신생팀      |
| 8 | 전남 드래곤즈 | 전라남도   | 1995년        | 신생팀      |

## 시즌 순위

### 전기리그 순위
| 순위 | 팀            | 경기수 | 승 | 무 | 패 | 득 | 실 | 차  | 승점 |
| ---- | ------------- | ------ | -- | -- | -- | -- | -- | --- | ---- |
| 1    | 일화 천마     | 14     | 10 | 3  | 1  | 23 | 8  | 15  | 33   |
| 2    | 현대 호랑이   | 14     | 7  | 5  | 2  | 21 | 10 | 11  | 26   |
| 3    | 포항 아톰즈   | 14     | 7  | 5  | 2  | 18 | 12 | 6   | 26   |
| 4    | 대우 로얄즈   | 14     | 5  | 3  | 6  | 16 | 19 | -3  | 18   |
| 5    | 유공 코끼리   | 14     | 4  | 4  | 6  | 14 | 16 | -2  | 16   |
| 6    | 전남 드래곤즈 | 14     | 4  | 2  | 8  | 19 | 22 | -3  | 14   |
| 7    | 전북 다이노스 | 14     | 4  | 0  | 10 | 10 | 23 | -13 | 12   |
| 8    | LG 치타스     | 14     | 2  | 4  | 8  | 12 | 23 | -11 | 10   |

### 후기리그 순위
| 순위 | 팀            | 경기수 | 승 | 무 | 패 | 득 | 실 | 차 | 승점 |
| ---- | ------------- | ------ | -- | -- | -- | -- | -- | -- | ---- |
| 1    | 포항 아톰즈   | 14     | 8  | 5  | 1  | 23 | 11 | 12 | 29   |
| 2    | 유공 코끼리   | 14     | 5  | 5  | 4  | 14 | 14 | 0  | 20   |
| 3    | 현대 호랑이   | 14     | 4  | 7  | 3  | 14 | 11 | 3  | 19   |
| 4    | 전북 다이노스 | 14     | 5  | 4  | 5  | 17 | 19 | -2 | 19   |
| 5    | 전남 드래곤즈 | 14     | 4  | 5  | 5  | 18 | 17 | 1  | 17   |
| 6    | LG 치타스     | 14     | 3  | 6  | 5  | 17 | 20 | -3 | 15   |
| 7    | 일화 천마     | 14     | 3  | 6  | 5  | 13 | 17 | -4 | 15   |
| 8    | 대우 로얄즈   | 14     | 4  | 2  | 8  | 14 | 21 | -7 | 14   |

## 경기 결과

### 포스트시즌

#### 챔피언결정전
| 1차전 11월 4일 | 일화 천마  | 1 : 1 | 포항 아톰즈 | 동대문운동장 |  |  |
|                | 한정국 13′ |       | 라데 21′    |              |  |  |
|                |            |       |             |              |  |  |

| 2차전 11월 11일 | 포항 아톰즈               | 3 : 3 | 일화 천마                              | 포항 스틸야드 |  |  |
|                 | 황선홍 12′ 31′ · 라데 87′ |       | 신태용 57′ 65′ (패널티골) · 고정운 85′ |               |  |  |
|                 |                           |       |                                        |               |  |  |

| 3차전 11월 18일 | 일화 천마   | 1 : 0 | 포항 아톰즈 | 안양종합운동장 |  |  |
|                 | 이상윤 104′ |       |             |                |  |  |
|                 |             |       |             |                |  |  |

일화 천마가 종합 5-4로 우승하였다.

## 우승 구단
| 1995년 K-리그 우승     |
| ---------------------- |
| 일화 천마 세 번째 우승 |

## 같이 보기
- 1995년 K리그 챔피언결정전
- 1995년 리그컵